# Bojan Navojec
Bojan Navojec (Bjelovar, 26. travnja 1976.) je hrvatski kazališni, televizijski i filmski glumac. Brat mu je glumac Goran Navojec.

## Životopis
Bojan Navojec je hrvatski filmski i kazališni glumac. Svoju prvu ulogu odigrao je u filmskoj drami "Rusko meso", u režiji Lucasa Nole. Time je započeo uspješnu filmsku karijeru te glumio u više od 70 hrvatskih, regionalnih i međunarodnih filmova. Navojec je 1999. godine debitirao kao dramski glumac u Gradskom kazalištu Gavella u Zagrebu (Ibsen / Jelinek, Ah Nora, Nora, u režiji P. Magelli), gdje je bio angažiran do 2003. godine.  Godine 2010. pridružio se drami Hrvatskog narodnog kazališta u Zagrebu. Tijekom svoje kazališne karijere radio je s vodećim hrvatskim i regionalnim kazališnim redateljima u vodećim kazališnim kućama, a pojavio se u više od 50 kazališnih predstava. Navojec je diplomirao na Akademiji dramske umjetnosti Sveučilišta u Zagrebu 2010. godine. Na istoj školi danas podučava "Glumu pred kamerama". Dobitnik je brojnih hrvatskih glumačkih nagrada.
Jedan od dvadeset potpisnika pisma upućenog zagrebačkom gradonačelniku Milanu Bandiću, u kojemu izražavaju svoju zabrinutost imenovanjem Zlatka Hasanbegovića članom Kazališnog vijeća HNK Zagreb.

## Filmografija

### Televizijske uloge
- "Sablja" kao Dušan Spasojević Duća (2024.)
- "Nestali" kao Sikira (2020.)
- "Kad susjedi polude" kao Boris (2018.)
- "Senke nad Balkanom" kao Ante Pavelić (2017. – 2019.)
- "Horvatovi" kao Fedor Hohnjec (2015.)
- "Počivali u miru" kao Fauro Peroja (2015.)
- "Nedjeljom ujutro, subotom navečer" kao doktor Marić (2012.)
- "Provodi i sprovodi" kao Boško Ćalasan (2011. – 2012.)
- "Bitange i princeze" kao kamatar Zdenko (2009.)
- "Operacija Kajman" kao Marko (2007.)
- "Odmori se, zaslužio si" kao prodavač (2006.)
- "Žutokljunac" kao Marcel (2005.)
- "Kad zvoni?" kao pacijent (2005.)
- "Novo doba" (2002.)

### Filmske uloge
- "Ministarstvo ljubavi" kao Ico Plazonja (2016.)
- "Goran" kao Borko (2016.)
- "Dobra žena" kao Dejan (2016.)
- "Narodni heroj Ljiljan Vidić" kao četnik #2 (2015.)
- "Život je truba" kao Boris Burić (2015.)
- "Vjetar puše kako hoće" kao Fabijan (2014.)
- "Šegrt Hlapić" kao Grga (2013.)
- "Šuti" kao Šimić (2013.)
- "Košnice" kao Miran (2012.)
- "Parada" kao Žuko (2011.)
- "Visoka modna napetost" (2011.)
- "Korak po korak" kao Mikloš (2011.)
- "Odredište Nepoznato" kao mlađi policajac (2011.)
- "Neka ostane među nama" kao Braco (2010.)
- "Popravilište za roditelje" kao otac (2010.)
- "Fri os fra det onde" kao Alain (2009.)
- "Iza stakla" kao Anin prijatelj (2008.)
- "Moram spavat', anđele" kao muškarac na klupi (2007.)
- "Sve džaba" kao Miro (2006.)
- "Ne pitaj kako!" (2006.)
- "Volim te" kao Žac (2005.)
- "Ko živ ko mrtav" (2005.)
- "Što je muškarac bez brkova?" kao Stanislav (2005.)
- "Pušća Bistra" kao portir (2005.)
- "Muklo" (2005.)
- "Pod vedrim nebom" kao muškarac (2005.)
- "Duga mračna noć" (2004.)
- "Nije bed" (2004.)
- "Seks, piće i krvoproliće" (2004.)
- "Sto minuta Slave" kao Marko (2004.)
- "Družba Isusova" kao bačvar (2004.)
- "Onaj koji će ostati neprimijećen" (2003.)
- "Svjedoci" kao Barić (2003.)
- "Ne dao Bog većeg zla" kao Zumzo (2002.)
- "24 sata" kao Žiga (2001.)
- "Nebo, sateliti" kao srpski vojnik #1 (2000.)
- "Veliko spremanje" kao Đuro (2000.)
- "Je li jasno, prijatelju?" kao Picl (2000.)
- "Crna kronika ili dan žena" kao inspektor (2000.)
- "Vinko na krovu" (2000.)
- "Injekcija" (2000.)
- "Blagajnica hoće ići na more" kao bratić (2000.)
- "Ništa od sataraša" (2000.)
- "Maršal" kao Miuko (1999.)
- "Bogorodica" kao radnik iz gostionice (1999.)
- "Trgovci srećom" (1999.)
- "Kad mrtvi zapjevaju" kao gardist (1998.)
- "Božić u Beču" kao Buco (1997.)
- "Rusko meso" (1997.)

### Sinkronizacija
- "Ferdinand" kao Valentin (2017.)
- "Pjevajte s nama 1" kao Meenin djed (2016.)
- "Tajni život ljubimaca 1" kao Duje (2016.)
- "Izvrnuto obrnuto" kao Bijes (2015.)
- "Tvrd orah 1" kao Samson (2014.)
- "Čudovišta sa sveučilišta" kao najavljivač (2013.)
- "Mačak u čizmama" kao Jack (2011.)
- "Oblačno s ćuftama 1, 2" kao Mali Mate (2009., 2013.)
- "Lovci na zmajeve" kao Gildas (2008.)
- "Strikeball utakmica na Uskršnjem otoku" kao Osvetnik (2008.)
- "Stravičan u Ludi Svijet" kao Nerino (2008.)
- "Divlji valovi" (2007.)
- "Juhu-hu" kao Laruse i Git (2007.)
- "Osmjehni se i kreni! i čađa s dva Plamenika" kao Čudovište drvo (2007.)
- "Sezona lova 1" kao Janko (2006.)
- "Tko je smjestio Crvenkapici 1?" kao P-Biggie (2006.)
- "Vremenske svjetiljke tajanstvenog otoka" kao Prgav (2006.)
- "Mravator" kao Sten Beals (2006.)
- "Pusti vodu da miševi odu" (2006.)
- "Kad krave polude" kao Igg (2006.)
- "Ružno pače i ja" (2006.)
- "Ples malog pingvina" kao Kev (2006.)
- "Garfield 2: Priča o dvije mačke" kao Rojs i hotelski radnik (2006.)
- "Zov divljine" kao Kazar (2006.)
- "Hrabri Pero" kao Tvrtko (2005.)
- "Animotoza u zemlji Nondove" kao Sfango (2005.)
- "A.T.O.M." kao Kralj (2005.)
- "Garfield 1" kao Luca (2004.)
- "Pobuna na farmi" kao Bob (2004.)
- "Sinbad: Legenda o sedam mora" (2003.)
- "Potraga za Nemom" kao Buraz (2003.)
- "Casper lovi Božić" kao duh Debeljko (2000.)
- "Josip: Kralj snova" (2000.)
- "Lilo i Stitch" (serija) kao Gantu

## Vanjske poveznice
- Bojan Navojec u internetskoj bazi filmova IMDb-u (engl.)